# Starowiejski Rów
Starowiejski Rów (dodatkowa nazwa w j. kaszub. Stôromiesczi Rów)  – część wsi Pobłocie w Polsce, położona w województwie pomorskim, w powiecie wejherowskim, w gminie Linia. Wchodzi w skład sołectwa Pobłocie.
W latach 1975–1998 Starowiejski Rów administracyjnie należał do województwa gdańskiego.